# Special Air Service
Lo Special Air Service (in acronimo SAS, in italiano "Servizio Aereo Speciale"), è un corpo speciale dell'Esercito britannico. Venne creato nel 1941 in Nord Africa per effettuare raid contro le linee dell'Asse, e attualmente svolge funzioni di anti-terrorismo e salvataggio ostaggi, oltre che operazioni militari speciali e di ricognizione a lungo raggio.
Il reggimento guadagnò fama internazionale, tra i non addetti ai lavori, dopo l'intervento, trasmesso in diretta televisiva, per la liberazione degli ostaggi durante la crisi dell'ambasciata iraniana a Londra nel 1980.
La controparte dell'SAS nella Royal Navy è lo Special Boat Service.

## Storia

### La seconda guerra mondiale e le origini

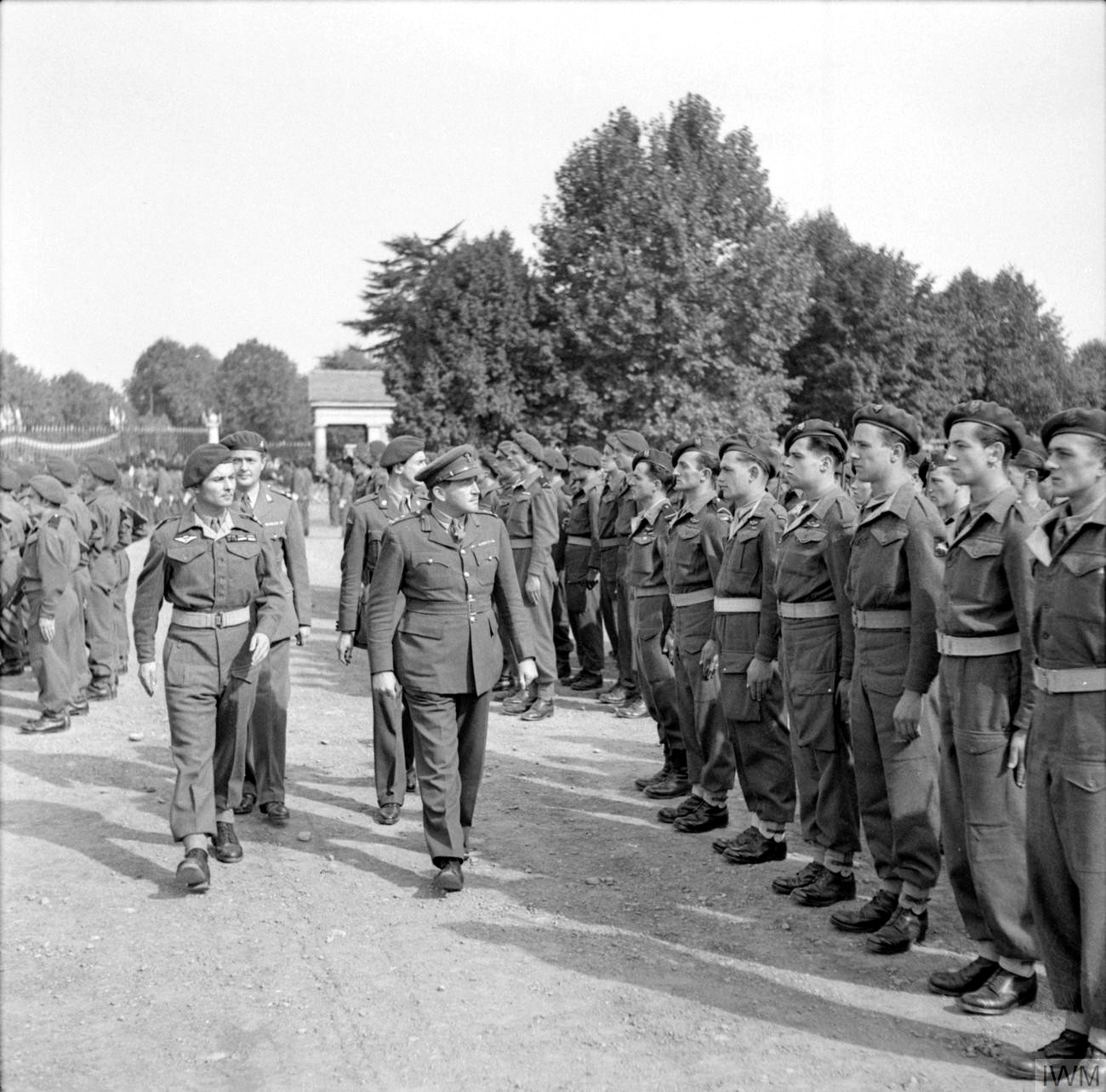
Reparti SAS nel 1945

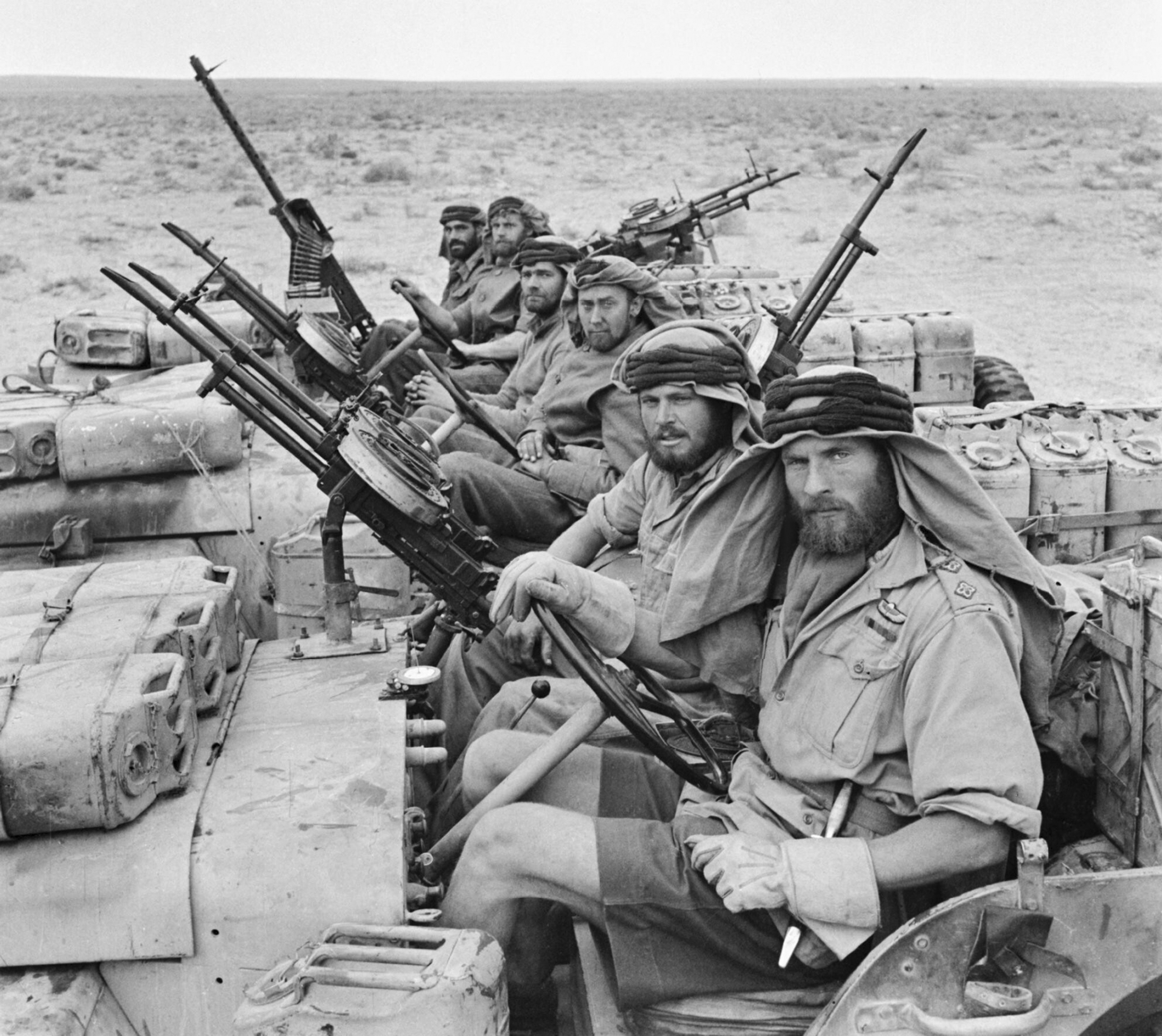
SAS in Nordafrica durante la seconda guerra mondiale

La storia delle forze speciali britanniche comincia nel 1941 in Africa settentrionale, per iniziativa di un giovane tenente delle Guardie Scozzesi, David Stirling, che riuscì a convincere le alte gerarchie militari britanniche della potenzialità di piccole unità d'élite, in grado di agire oltre le linee nemiche utilizzando metodi poco ortodossi, al fine di conseguire obiettivi di rilevante importanza strategica, con costi materiali e umani limitati.
Nel 1944 i vari reggimenti SAS, appartenenti a varie nazionalità ma sotto il comando e l'organizzazione britannica, vennero accorpati nella SAS Brigade. Al 1º e 2º Reggimento con personale quasi tutto britannico vennero affiancati il 3º e 4º reggimento francesi, che intervennero anche durante la battaglia delle Ardenne e il 5º reggimento belga che tra le operazioni al suo attivo annovera la cattura del governo di Doenitz a Flensburgo e del ministro degli esteri del Terzo Reich Ribbentrop. Le unità straniere vennero trasferite alle rispettive forze armate nazionali alla fine della guerra; attualmente l'eredità dei SAS belgi è mantenuta dal Primo Battaglione paracadutisti della Brigata Para-Commando. L'eredità dei due reggimenti francesi attualmente è raccolta dal 1er Régiment Parachutiste d'Infanterie de Marine.

### Il secondo dopoguerra
Nel 1951 una nuova emergenza, lo sviluppo della guerriglia filo-comunista in Malaysia, riportò in azione le forze non convenzionali di Stirling, con le quali si intendevano avviare operazioni controinsurrezionali nella giungla. Il rinnovato reparto, denominato Malayan Scouts (SAS), aveva lo scopo di aiutare la popolazione civile (al fine di conquistare la loro fiducia alla causa britannica), e di pattugliare intensivamente la giungla, conducendo una serie di imboscate, azioni di interdizione e azioni dirette contro le forze insurrezionali, utilizzando piccole pattuglie autonome.
L'assistenza diretta alle popolazioni civili, mirata a conquistarne la fiducia e il sostegno attivo ("Hearts and Minds") e a ridurre così il supporto locale alle forze insurrezionali, sarà da allora una costante di moltissimi degli interventi SAS: un'attività non meno importante della pratica delle armi.
Nel 1952 l'unità cambiò denominazione e divenne 22º SAS Regiment, a cui nel 1959 si affiancò un secondo reggimento di riservisti, il 23º, dando così vita a un SAS Group di struttura simile a quella che possiede oggi. Negli anni del secondo dopoguerra il reggimento fu impegnato su diversi fronti. C'erano conflitti non convenzionali che divampavano nei Paesi dell'ex Impero britannico al momento della decolonizzazione, e scoppiò una grave crisi in Irlanda del Nord, dove il SAS scrisse molte pagine discusse.

### Le attività antiterrorismo
A partire dagli anni 1970 si diffuse il terrorismo internazionale, in particolare dei dirottamenti aerei e del sequestro di ostaggi. Ancora una volta il governo britannico affidò ai corpi speciali dell'Esercito britannico il compito di affrontare la nuova minaccia.
Nacque all'interno del 22º Reggimento SAS il Counter Revolutionary Warfare Team (CRW), gruppo di guerra antiterrorismo, allo scopo di elaborare le tecniche e le tattiche più opportune per fronteggiare la nuova minaccia.
Il 30 aprile 1980 l'ambasciata iraniana a Princes Gate, Kensington (Londra), venne occupata da un gruppo di sei terroristi appartenenti al Fronte Rivoluzionario e Democratico per la Liberazione dell'Arabistan che, infiltrandosi indisturbati nell'ambasciata (portando con sé Kalašnikov, pistole mitragliatrici e vari caricatori), presero in ostaggio 26 persone, chiedendo in cambio la liberazione di alcuni loro compagni detenuti in Iran. I negoziati tra la polizia e i terroristi in principio andarono bene, ma dopo cinque giorni i terroristi dichiararono che avrebbero ucciso gli ostaggi uno alla volta, spararono così all'addetto stampa, gettarono poi il suo corpo fuori dall'ambasciata.
A quel punto il Primo ministro Margaret Thatcher decise di inviare il 22º Reggimento SAS. Nel frattempo i terroristi rilasciarono cinque ostaggi. Il 5 maggio, nell'operazione denominata Nimrod, due squadre, la Rossa e la Blu, atterrarono sul tetto dell'ambasciata: otto uomini si calarono con le corde sul retro dell'edificio, mentre quattro uomini attaccarono la facciata dell'edificio utilizzando esplosivi e gas lacrimogeni. Penetrati nell'ambasciata, gli uomini in tuta nera, ripresi in diretta televisiva dalla BBC, scoprirono che i terroristi avevano cosparso l'intero edificio di cherosene. Nell'attacco un ostaggio venne ucciso durante la sparatoria, ma gli uomini del SAS, armati di pistole mitragliatrici MP5 e di granate stordenti, riuscirono a uccidere cinque terroristi, mentre l'ultimo venne catturato e consegnato alla polizia; l'intervento durò in totale circa 17 minuti. Alla fine i 24 ostaggi superstiti abbandonarono l'edificio avvolto dalle fiamme. Il terrorista superstite venne condannato a scontare una pena di 27 anni di carcere. La fama del Reggimento fu tale che la sola notizia della sua presenza fece, in alcuni casi, desistere sequestratori e terroristi dal portare a termine le loro azioni, inducendoli alla resa.

### La guerra delle Falklands
L'attenzione posta alle nuove emergenze terroristiche non fece venire meno la cura con cui ci si preparava alle missioni militari di tipo tradizionale. Tale costanza venne premiata nella guerra delle Falklands del 1982, durante la quale il Reggimento partecipò intensivamente alle operazioni per la riconquista delle isole. Accanto a numerose missioni di ricognizione strategica, condotte da piccole unità di quattro uomini, il SAS effettuò con un intero Squadrone un'audace incursione contro l'aeroporto di Pebble Island nella notte del 14 e 15 maggio 1982, distruggendo sei caccia argentini Pucará, quattro monomotori T-34 Mentor e di un bimotore SC.7 Skyvan da appoggio tattico. Era un "ritorno alle origini" dell'attività operativa del Reggimento, che sottolineò la flessibilità e l'efficacia del reparto di Sua Maestà britannica.
Il conflitto nell'oceano Atlantico del Sud aveva dimostrato che, anche nell'epoca della guerra fredda dominato dalla dissuasione nucleare, permaneva la necessità di affrontare e gestire adeguatamente conflitti limitati, che richiedevano forze d'èlite di grande professionalità.

### Gli anni 1980 e 1990
Il resto degli anni ottanta è caratterizzato soprattutto da continui tour in Irlanda del Nord con il compito di proteggere alcuni agenti del Royal Ulster Constabulary o soldati dell'Ulster Defence Regiment, tenuti sotto mira da terroristi del Provisional Irish Republican Army. Le operazioni prevedevano che truppe del Reggimento, appartenenti agli Squadroni A, B e D, compissero dei pattugliamenti in abiti civili o in mimetica a bordo di macchine blindate senza targhe, dopodiché attendere i terroristi sul posto e eliminarli o catturarli.
Verso la fine del 1985 lo Squadrone B venne spedito nel Belize, in America centrale, per compiere operazioni di pattuglia contro i soldati del Guatemala responsabili di continue invasioni all'interno di un Paese sotto controllo dell'influenza britannica. Nel maggio del 1986 truppe dello Squadrone B furono soprattutto spedite nelle savane del Botswana, in Africa, per compiere alcune esercitazioni di pattuglia nel deserto del Kalahari per addestrare diversi soldati del Botswana Defence Force in conseguenza del cruento raid di Gaborone del 1985 da parte delle forze armate sudafricane.
Tra il 1986 e il 1989 soldati del SAS furono soprattutto impegnati nei tentativi di soccorrere John McCarthy e Terry Waite, due negoziatori di pace dell'ONU presi in ostaggio in Libano da terroristi appartenenti all'Organizzazione Jihad islamica. Tuttavia ogni tentativo da parte del governo britannico di dare il via all'operazione risulterà vano.
Nel 1987 a Peterhead, carcere di massima sicurezza in Scozia, una decina di detenuti prese una guardia carceraria in ostaggio. Poiché la polizia locale non aveva un'unità antiterrorismo pronta ad agire il governo autorizzò eccezionalmente l'intervento dell'unità CRW del SAS. Gli operatori effettuarono un blitz durato pochi secondi, utilizzando granate stordenti e piccole cariche di esplosivo per aprire le porte. L'ostaggio fu liberato e i sequestratori catturati senza che si sparasse un solo colpo.
Il 6 marzo 1988 ("operazione Flavius") un commando dei SAS elimina tre membri dell'IRA nelle strade di Gibilterra, dove l'IRA pianificava un attentato contro il locale reggimento inglese, il Royal Anglian Regiment.
A cavallo tra la primavera del 1989 e il 1990 truppe inglesi degli Squadroni B e D si sono inoltre occupate di alcune operazioni antidroga in America Latina, con il compito di addestrare pattuglie di poliziotti paramilitari e nel contempo compiere delle ricognizioni nella giungla per attaccare alcune raffinerie di cocaina. Dopodiché, appena giunti sull'obiettivo, poliziotti e truppe del SAS arresteranno i narcos e distruggeranno le piantagioni di droga con esplosivi PE4, per poi evacuare dall'obiettivo con elicotteri Huey insieme ai prigionieri.
La prima Guerra del Golfo diede al SAS la possibilità di tornare alle missioni nel deserto, che ne avevano determinato la nascita, e a quelle pattuglie da ricognizione a lungo raggio che erano state la sua ragion d'essere. In questa guerra alle truppe del SAS vengono affidate il compito di rintracciare e distruggere le rampe di lancio SS-1 Scud in mano a Saddam Hussein, i cui missili balistici andavano ad abbattersi sull'Israele e di sabotare le linee telefoniche attraverso le quali venivano inoltrati gli ordini di lancio dei missili. Nel corso degli anni 1990 in Bosnia il Reggimento è stato impegnato nella ricerca e cattura di criminali di guerra, mentre durante la guerra del Kosovo le pattuglie del SAS furono infiltrate in territorio nemico, col compito di guidare i raid aerei della NATO che portarono al collasso il regime di Slobodan Milošević e nei Balcani a supporto delle attività alleate nell'ex Jugoslavia nel 1999.

### Gli anni 2000
Negli anni 2000 il SAS impegnato su più fronti: in Sierra Leone nel 2000 (operazione Barras), in Afghanistan al fianco delle United States Army Special Forces nella lotta contro il terrorismo internazionale islamico, alcune unità sono state impegnate nella missione Iraqi Freedom durante la guerra in Iraq.

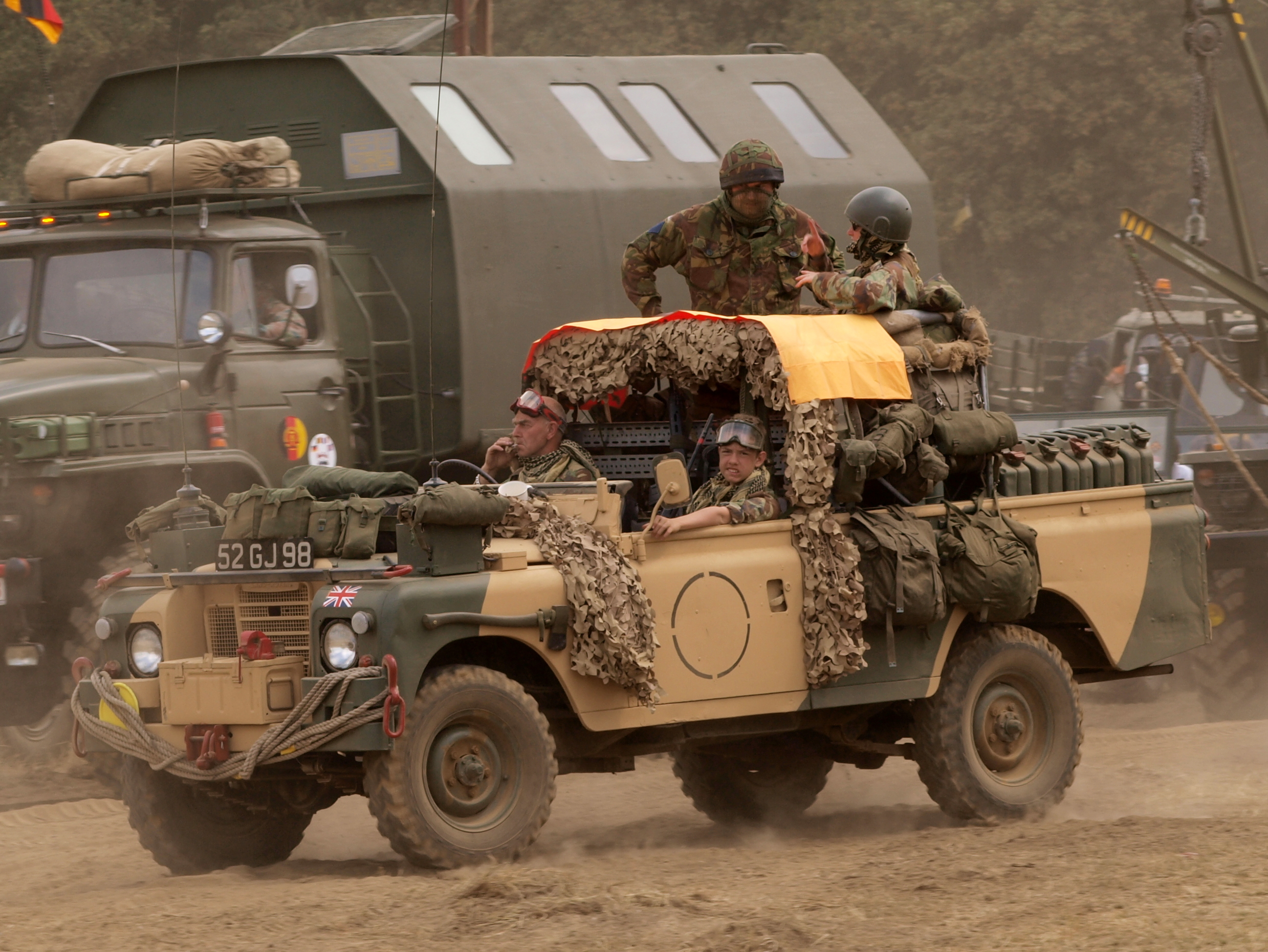
Reparto SAS su Land Rover

## Organizzazione
Nel 1987 le forze speciali britanniche sono state raggruppate in un'unica struttura interforze, lo United Kingdom Special Forces, con funzioni di coordinamento.
Attualmente esistono tre Reggimenti SAS:
- 22º SAS Regiment (22º Reggimento SAS): è l'elemento primario dei SAS. Ogni membro deve superare una rigida selezione per entrarvi.
- 21º SAS (21º Reggimento SAS) e 23º SAS (23º Reggimento SAS): detti anche SAS Territoriali, sono due reggimenti del Territorial Army (riservisti) che affiancano il 22º. I membri sono in gran parte ex SAS usciti dal servizio attivo, ma rimasti nella Riserva.

Le tre unità hanno compiti parzialmente differenti: i SAS del TA sono ad esempio specializzati nella ricognizione a lungo raggio, mentre quelli del 22º compiono operazioni speciali e sono anche impiegati come forze di reazione rapida per operazioni antiterrorismo.
La collaborazione tra i reggimenti è stretta, e spesso i membri del 22º passano nei SAS del TA al termine del loro servizio attivo.
| 21º Reggimento SAS (Artists)        | 22º Reggimento SAS        | 23º Reggimento SAS                 |
| ----------------------------------- | ------------------------- | ---------------------------------- |
| Squadrone QG (Regent's Park)        | Squadrone QG (Credenhill) | Squadrone QG (Kingstanding)        |
| Squadrone A (Regent's Park)         | Squadrone A               | Squadrone B (Leeds)                |
| Squadrone C (Basingstoke/Cambridge) | Squadrone B               | Squadrone G (Newcastle/Manchester) |
| Squadrone E (Newport/Exeter)        | Squadrone D               | Squadrone D (Invergowrie/Glasgow)  |
|                                     | Squadrone G               |                                    |

### 22º Reggimento SAS
Il 22º Reggimento SAS è composto da:
- Quartier Generale;
  - 264º SAS Signal Squadron: è incaricato di assicurare i collegamenti tra il comando e le varie unità e pattuglie sul terreno, utilizzando vari tipi di apparati tra i quali il più diffuso è la radio PRC-319, che trasmette messaggi cifrati con la tecnica delle trasmissioni compattate;
- Varie unità specializzate
  - Operational Intelligence Unit: che fornisce appoggio di tipo informativo alla pianificazione delle missioni assegnate alle pattuglie del reggimento, mantenendo aggiornato un elenco di possibili obiettivi e delle loro caratteristiche salienti, e un archivio informatico su organizzazione, addestramento, equipaggiamento e capacità operative di numerose forze armate straniere e movimenti di guerriglia;
  - Operations Research Cell: che effettua la valutazione dei nuovi materiali, e predispone i relativi regolamenti e manuali d'impiego nel caso vengano adottati ufficialmente;
  - Training Wing: incaricato della selezione del personale e del suo addestramento; dispone di un numero adeguato di istruttori, tutti in possesso di grande esperienza specifica maturata in vari anni di servizio nei Sabre Squadron (gli squadroni operativi);
  - Counter Revolutionary Warfare Wing: che include gli specialisti nelle operazioni antiterrorismo e controterrorismo, incaricati di gestire i corsi specifici di CQB (Close-Quarter Battle) - ossia di combattimento ravvicinato in ambiente ristretto - e di tiro selettivo, da impartire di volta in volta allo squadrone assegnato a rotazione per un periodo di sei mesi ai compiti di anti-terrorismo. La cellula fornisce inoltre supporto specialistico in caso di intervento, e racchiude la “memoria storica” del SAS sui vari movimenti terroristici e insurrezionali;
- Sabre Squadron
  - Squadrone A
  - Squadrone B
  - Squadrone D
  - Squadrone G

Quest'ultimo Squadrone è composto da ex membri del 22 SAS e dai migliori riservisti dei due reggimenti SAS territoriali. Contrariamente a quanto accade in altre unità di riserva, i membri dello squadrone hanno continui scambi addestrativi con le unità attive, alle quali vengono frequentemente aggregati anche per missioni impegnative. Questi operatori superano la medesima selezione dei colleghi in servizio attivo, e frequentano gli stessi corsi e istituti formativi.
I quattro squadroni operativi, A, B, D, G comprendono un reparto comando, che include un comandante (un maggiore), un vicecomandante (un capitano), un sergente maggiore di reparto ed elementi delle trasmissioni e della logistica, e una "pedina operativa" composta da quattro plotoni, denominati Troop, ognuno della forza di 15 operatori (troopers) più l'ufficiale comandante (solitamente un capitano). Ogni Troop è sua volta suddiviso in quattro pattuglie di quattro uomini ciascuna.
Ogni Troop ha specializzazioni diverse: truppe aeree, truppe anfibie, truppe terrestri e truppe di montagna. 
Il gruppo antiterrorismo è composto da uno dei quattro squadroni a rotazione, con cambio di turnazione ogni 6-9 mesi. In quell'occasione lo squadrone viene diviso in due team, Rosso (truppe di aria e montagna) e Blu (truppe terrestri e anfibie).

### Troop e Patrol
| Squadrone A        | Squadrone B        | Squadrone D         | Squadrone G         |
| ------------------ | ------------------ | ------------------- | ------------------- |
| Troop 1 (Boat)     | Troop 6 (Boat)     | Troop 16 (Air)      | Troop 21 (Mobilty)  |
| Troop 2 (Air)      | Troop 7 (Air)      | Troop 17 (Boat)     | Troop 22 (Mountain) |
| Troop 3 (Mobility) | Troop 8 (Mobility) | Troop 18 (Mobility) | Troop 23 (Boat)     |
| Troop 4 (Mountain) | Troop 9 (Mountain) | Troop 19 (Mountain) | Troop 24 (Air)      |

Ogni componente della pattuglia, Patrol, di norma dovrebbe possedere una specializzazione individuale conseguita con la frequenza di appositi corsi presso il Reggimento: nelle trasmissioni, nelle demolizioni e maneggio esplosivi, nella medicina da campo e nelle lingue (un tempo era privilegiato il russo, mentre ora i massimi sforzi sono indirizzati nell'apprendimento dell'arabo).
Tuttavia la composizione delle pattuglie operative viene stabilita in funzione delle necessità della singola missione, delle probabilità di incontrare opposizione nemica, della disponibilità di mezzi di trasporto, e del peso e tipologia degli equipaggiamenti specifici da trasportare.
Questi fattori fanno spesso propendere per unità di base costituite da sei elementi per la ricognizione in profondità e per la guida terminale di munizionamento di precisione, o addirittura di otto soldati per incursioni e sabotaggi.
Ciascun plotone di ogni singolo squadrone dispone di una propria specializzazione ambientale o di infiltrazione tattica collettiva: tecniche alpinistiche, operazioni anfibie, paracadutismo in caduta libera (free-fall, con tecniche HALO/HAHO) e mobilità motorizzata. Vi sono così le:
- Mountain Troop, i cui membri frequentano corsi, sia in patria sia all'estero, di sopravvivenza in montagna e nell'Artico; sono esperti alpinisti e in grado di operare in condizioni climatiche estreme. Viene inoltre praticato lo sci. I singoli elementi hanno raggiunto nel tempo un'eccellente fama nell'alpinismo.
- Boat Troop, i cui membri sono esperti nelle operazioni anfibie, nell'impiego delle imbarcazioni leggere d'assalto e nelle missioni subacquee. Ricevono una formazione specifica nell'uso degli apparati di respirazione a circuito sia aperto sia chiuso, e sono maestri delle canoe Klepper. Altre pratiche comuni includono l'infiltrazione a partire dai sottomarini, e i lanci in mare col paracadute o dagli elicotteri.
- Air Troop, i cui membri praticano le forme estreme di paracadutismo ad apertura comandata, che includono lanci da alta quota, fino a 8 000 metri, con maschera di ossigeno. L'apertura della velatura del paracadute può avvenire anch'essa ad alta quota (modalità HAHO - High Altitude High Opening), per poter poi “navigare” per decine di chilometri verso l'obiettivo, o in prossimità del suolo dopo una lunga caduta libera (modalità HALO - High Altitude Low Opening).
- Mobility Troop, i cui membri divengono esperti meccanici, abili nell'impiego del parco veicoli del reparto, essenzialmente costituito da un'apposita versione delle Land Rover Defender 110, pesantemente armate con mitragliatrici da 12,7 e 7,62 mm, lanciagranate automatici da 40 mm e lanciamissili Milan, Javelin e Stinger.

## Selezione
La selezione SAS fu introdotta nel 1952. Prima i soldati si guadagnavano le proprie credenziali sul campo.
La selezione per entrare nello Special Air Service è il più duro corso dell'Esercito britannico ed è considerato tra i più duri al mondo: in effetti solo una quota del 10% riesce a superarlo completamente, l'80% non supera il primo mese. Il corso ha una durata di sei mesi e viene svolto nelle montagne del Brecon Beacons (Galles), a Stirling Lines, a Sennybridge e nella giungla del Brunei.
La selezione è svolta due volte l'anno, a prescindere dalle condizioni meteo, in estate e in inverno. Il candidato deve essere maschio, membro dell'esercito inglese da almeno tre anni, o membro del 21º SAS o del 23º SAS da almeno 18 mesi, e deve avere ancora almeno 39 mesi di servizio militare da svolgere. Esiste un limite di età: per iscriversi alla selezione il candidato non deve aver superato i 32 anni di età.
Ogni persona che fallisce la selezione viene rimandato al suo precedente reggimento e può ritentare la selezione soltanto una seconda volta. Dopo due fallimenti, non è più possibile partecipare a selezioni per far parte dei SAS. Spesso, ma non sempre, il candidato è ammesso a ritentare una terza volta, ma solo nel caso che subisca nel corso della selezione precedente una ferita o una frattura, che abbia indotto l'interruzione della sua prova di selezione, senza che questa fosse dichiarata fallita per altri motivi.
Come in ogni unità dell'Esercito britannico, anche nei SAS possono entrare persone provenienti dalle altre nazioni del Commonwealth.

### Corsa e navigazione (quattro settimane)
La prima settimana della selezione si svolge in Galles, sulla catena montuosa del Brecon Beacons. Si inizia con una corsa di circa 2 km da compiere in meno di 15 minuti. Le condizioni meteorologiche sono spesso imprevedibili e in alcuni casi si sono avute delle morti causate da ipotermia. La prima settimana consiste in continue corse su e giù per le colline, sempre più lunghe di 10, 12 o 14 km con zaini (bergen) sempre più carichi (fino a 25 kg) e armi leggere in mano senza cinghie o impugnature, da completare in circa 60 minuti. Alla fine della prima settimana c'è una marcia a tempo ogni giorno via via più lunga che culmina con la Danza del Fan di 24 km, svolta sui pendici del Pen-Y-Fan.
Nella seconda e terza settimana vengono introdotte delle marce che variano tra i 15 e i 64 km (talvolta svolte anche di notte) e delle prove di navigazione terrestre, compresa la lettura delle mappe.
Nella quarta e ultima settimana, dopo varie corse di 35 km attraverso la Elan Valley, si passa alla navigazione terrestre in solitaria con la mappa muta: il soldato deve raggiungere un punto indicato sulla mappa e comunicare da dove proveniva; in questo modo riceve il punto successivo e così via, senza sapere per quanto ancora dovrà correre e quale sarà la destinazione finale. Dopo questa prova c'è infine la fase di sopravvivenza, dove al candidato vengono insegnate le tecniche di sopravvivenza in territorio ostile.

### Continuazione dell'addestramento (quattro settimane)
Consiste in un corso piuttosto pratico di armamento, demolizioni, gestioni con le macchine civili e paracadutismo, rispettivamente svoltasi presso Stirling Lines, Sennybridge e nella base aerea della Royal Air Force a Brize Norton. Inoltre i soldati che non hanno il brevetto da paracadutista, vengono avviati a un apposito corso nel quale otterranno le ali da paracadutista, chiamate confidenzialmente "distintivo del cono gelato".

### Addestramento giungla (sei settimane)
I soldati vengono divisi in gruppi di quattro elementi. Costantemente seguiti dagli ufficiali istruttori, vengono addestrati alla vita nella giungla, con tecniche di navigazione terrestri, pattugliamenti e sopravvivenza. Al termine del corso devono affrontare un test per dimostrare d'aver appreso tutte le tecniche necessarie.

### Sopravvivenza e combattimento (tre settimane)
L'ultimo corso è quello di sopravvivenza dove al candidato vengono insegnate tecniche di sopravvivenza in territorio ostile, svolto in gran parte nel Sud del Galles. Le tecniche riguardano per esempio accendere un fuoco da accampamento, trovare cibo e costruire armi primitive e capanne di fango. Talvolta ascoltano conferenze sui prigionieri di guerra per imparare a cavarsela sotto pressione durante una prigionia.
L'ultima settimana, dopo aver svolto delle tecniche di evasione, i candidati vengono lasciati liberi per le Black Mountains (Galles) con indosso l'uniforme della seconda guerra mondiale e fatti seguire da pattuglie di ricerca col compito di trovarli e catturarli, talvolta con l'ausilio di elicotteri e cani da combattimento. Al termine di questo periodo ogni candidato viene comunque catturato, trasferito in un campo di detenzione e sottoposto a duri interrogatori nella durata di circa 30 ore, svolti in piccole stanze isolate. Come tecniche di tortura i candidati vengono posti in posizioni di stress fisico, denigrati, umiliati e lasciati senza cibo. Il soldato imprigionato può rispondere solo dicendo nome, grado, matricola, data di nascita e Non posso rispondere a questa domanda.
Se si supera anche questa fase, la selezione è conclusa e i candidati ricevono il basco color sabbia con il pugnale alato e la cintura del Reggimento colore blu petrolio.

### Gradi e qualifiche
Una volta entrati nei SAS, i sottufficiali perdono i gradi e diventano soldati di truppa senza la qualifica di corpi speciali (che viene guadagnata in seguito con corsi di specializzazione interni ai SAS). Gli ufficiali invece non perdono i gradi ma possono restare nei SAS solo per tre anni, estendibili a sei anni se riescono a passare la selezione una seconda volta. Comunque una volta lasciati i SAS, il militare riacquista i gradi precedenti.

### Corsi di specializzazione
I corsi di specializzazione sono:
- Primo Soccorso, con esperienza in ospedali civili
- Segnali
- HALO (High Altitude, Low Opening), tecnica di paracadutismo da alta quota con apertura ritardata
- HAHO (High Altitude, High Opening), tecnica di paracadutismo da alte quote con apertura immediata e conseguente planata
- Cecchino
- Lingue
- Tecniche operative con veicoli
- Corso antiterrorismo
- Esplosivi e demolizione.

## Armi ed equipaggiamento
I SAS usano una grande varietà di armi, a seconda della natura della singola missione e dalla scelta individuale che prevale sempre. Una delle armi usate dal SAS è l'MP5 o l'MP5K; alternativamente, l'arma adottata è la variante canadese del Colt M16 (Diemaco/Colt Canada C7 oppure più recentemente C8) nelle versioni CQB (con canna più corta) e SFW (con canna più lunga). Queste sono spesso integrate da una mitragliatrice leggera Minimi, o da una GPMG. Notoriamente, i SAS evitano l'uso del fucile di servizio dell'Esercito britannico SA-80, perché lo ritengono poco affidabile. Se necessario non disdegnano l'uso di armi e materiali recuperati in missione; apparecchi per la visione notturna e le comunicazioni satellitari sono pure spesso utilizzati, se utili all'obiettivo della missione. Infine, gli operatori del SAS adottano spesso abiti civili per scopi d'infiltrazione e operazioni sotto copertura.
Esiste anche un kit utilizzato dalle squadre SAS antiterrorismo, il cosiddetto Black Kit: tuta nera, gilet tattico, maschera antigas, granate stordenti, anfibi, HK MP5 e pistola calibro 9 mm, Browning High-Power o SIG Sauer P226.

## Membri celebri
- Andy McNab
- Chris Ryan
- Al Slater
- Frank Collins
- Charles Bruce
- Mike Kealy
- Talaiasi Labalaba
- John McAleese
- Bear Grylls
- David Stirling
- Paddy Mayne
- Jock Lewes
- Roy Farran
- Christian Craighead

## Filmografia
- Chi osa vince (1982), regia di Ian Sharp
- The One That Got Away (1996), regia di Paul Greengrass
- Bravo Two Zero (1999), regia di Tom Clegg
- Killer Elite (2011), regia di Gary McKendry
- I Am Soldier (2014), regia di R. Thompson
- 6 Days (2017, regia di Toa Fraser)
- SAS: Red Notice (2021, regia di Magnus Martens)
- SAS: Rogue Heroes (2021, regia di Steven Knight)

## Cultura di massa
Nella cultura di massa il SAS è presente nel videogioco Call of Duty: Modern Warfare, i cui protagonisti, in tutti gli episodi della saga con l'eccezione di alcune missioni, sono tutti appartenenti proprio al SAS britannico.
Nella serie a fumetti e televisiva The Boys, il protagonista William "Billy" Butcher è un ex membro del SAS.
Nel videogioco sviluppato dalla Ubisoft, Tom Clancy's Rainbow Six: Siege, lo Special Air Service è rappresentato da quattro personaggi giocabili, due per la fazione Difesa ("Smoke", "Mute") e due per la fazione Attacco ("Sledge", "Thatcher"). Altri due personaggi giocabili, nel medesimo titolo, "Mozzie" per la fazione Difesa e "Gridlock" per la fazione Attacco, sono invece appartenenti allo Special Air Service Regiment.